# Dru Berrymore
Dru Berrymore, född 11 augusti 1969 i Berlin, Tyskland som Nicole Hilbig, är en skådespelare i pornografisk film, som sedan 1995 medverkat i omkring 150 amerikanska pornografiska filmer, bland andra The Price of an Education.

## Filmografi (urval)
- 2000 - Blonds on Fire
- 2001 - Best of Dru Berrymore
- 2003 - Deep Inside Dru Berrymore

## Utmärkelser
- 2004 - AVN Award - bästa sexscen på film med enbart kvinnor för Snakeskin
- 2004 - AVN Award - bästa gruppsexscen på film för Looking In